# Incertae sedis

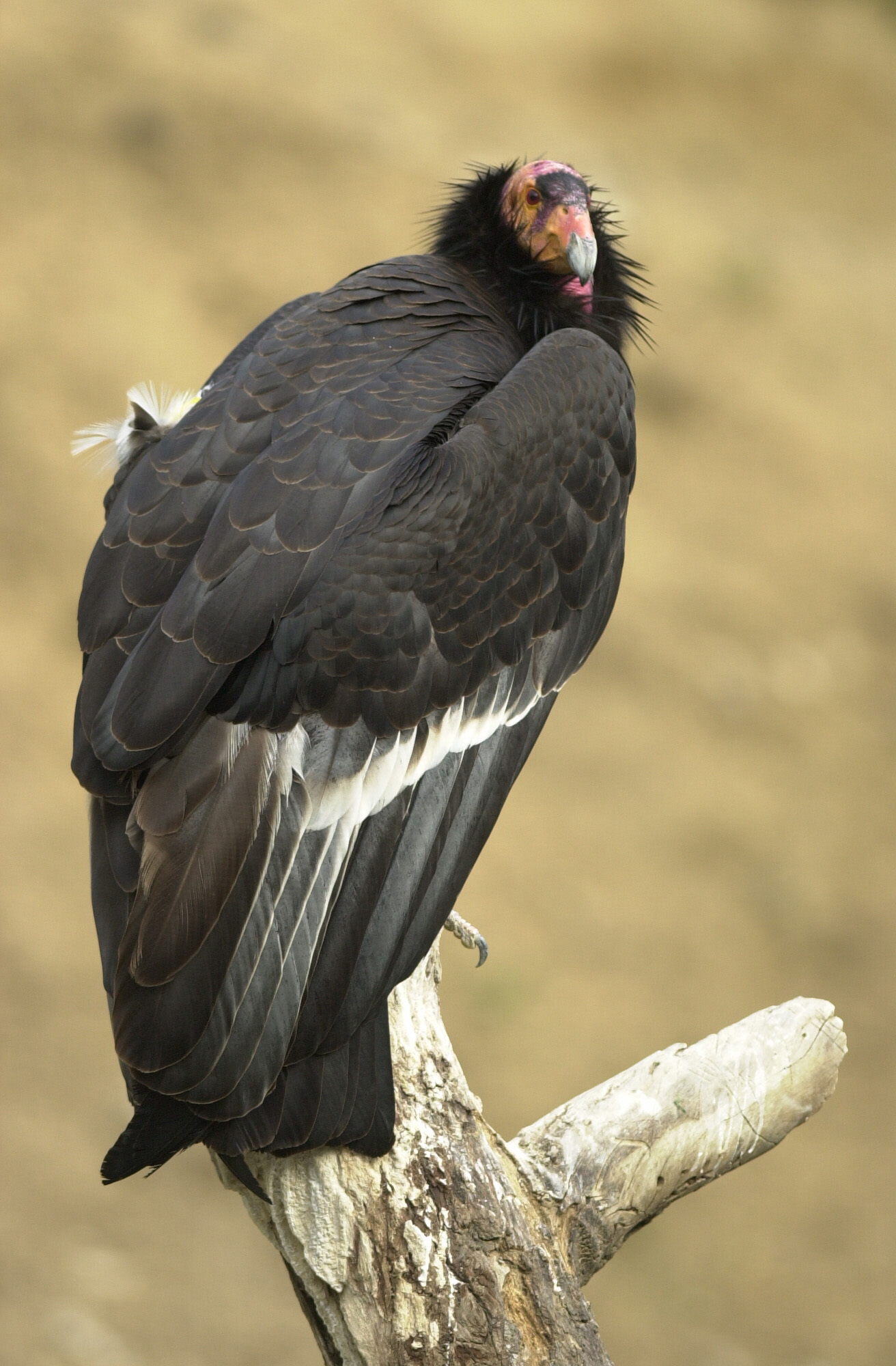
I Cathartidae, come ad esempio Gymnogyps californianus, vennero considerati incertae sedis nell'ambito della classe degli uccelli fino al riconoscimento dell'ordine dei Cathartiformes

L'espressione latina incertae sedis (in italiano di incerta sede) è usata in tassonomia per indicare l'incapacità di collocare esattamente un taxon
(per esempio una specie o genere) all'interno di uno schema di classificazione. Si abbrevia comunemente come inc. sed..

## Descrizione
L'attribuzione di un certo taxon ad Incertae sedis può riferirsi ad un qualsiasi taxa di ordine superiore, come ad es. nel caso un genere non attribuibile con sicurezza ad una famiglia, o di una famiglia non attribuibile ad un ordine. La qualifica di Incertae sedis può essere temporanea, nel senso che con il progredire degli studi un certo taxon può uscirne con l'attribuzione ad un taxon sovraordinato, così come può accadere il contrario.

## Taxaincertae sedisin paleontologia

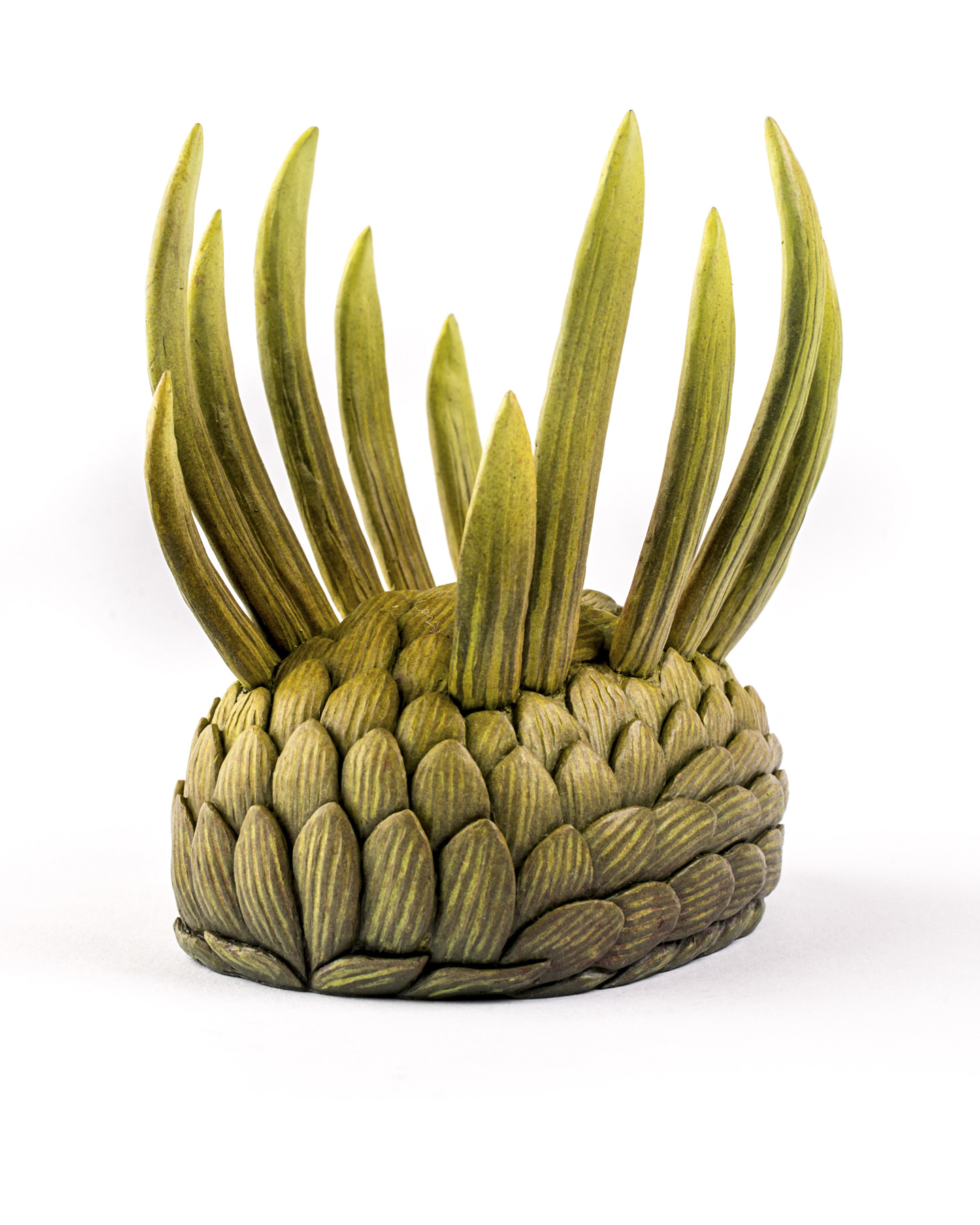
Wiwaxia corrugata

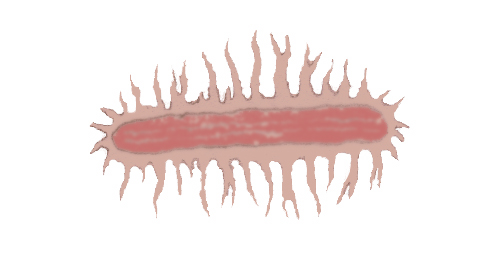
Portalia mira

Un utilizzo relativamente abbondante del termine viene fatto in paleontologia per forme fossili di esseri conosciuti solamente allo stato fossile e le cui affinità filogenetiche non sono riconoscibili con soddisfacente sicurezza. Questo può essere dovuto al fatto che i resti fossilizzati degli organismi spesso non consentono una ricostruzione sufficientemente precisa delle loro caratteristiche per inserirli con sicurezza in un determinato taxon.
Alcuni di questi organismi non sono ascrivibili nemmeno a grandi gruppi noti (phyla). Tra queste forme, ricordiamo: 
- Halkieria
- Wiwaxia
- Libodiscus
- Facivermis
- Trachyplax
- Vetustovermis
- Dinomischus
- Odontogriphus
- Portalia
- Tullimonstrum
- Typhloesus
- Pollingeria
- Dinocarida
- Archaeocyatha
- Horneophyton

## Taxaincertae sedisin biologia

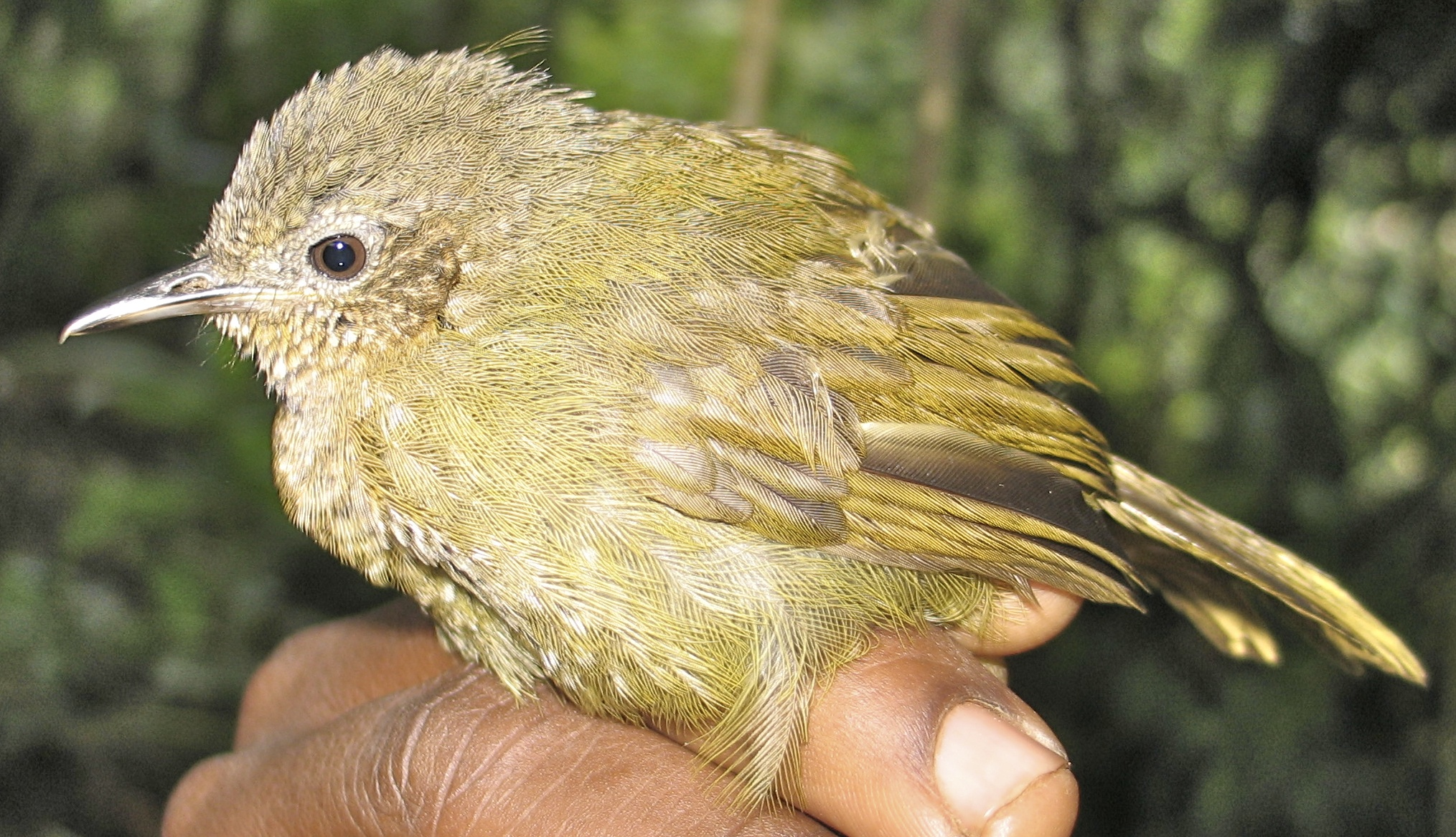
Graueria vittata, una specie incertae sedis dell'ordine Passeriformes

Tra i vari taxa incertae sedis che comprendono specie attuali si possono per esempio citare:
- Dendrogramma (Cnidari)
- Tesseranthidae (Cnidari)
- Graueria vittata (Uccelli)
- Trichaptum fuscoviolaceum (Funghi)
- Serenoa repens (Piante)
- Brucella (Batteri)